# Heparin
Heparin je kyselý mukopolysacharid, široce používaný jako antikoagulans, tedy prostředek snižující srážlivost krve. Heparin používaný ve farmacii je získáván z tkání poražených zvířat, tedy například z prasečích střev nebo kravských plic. V lidském těle se přirozeně nachází v žírných buňkách.

## Využití v lékařství

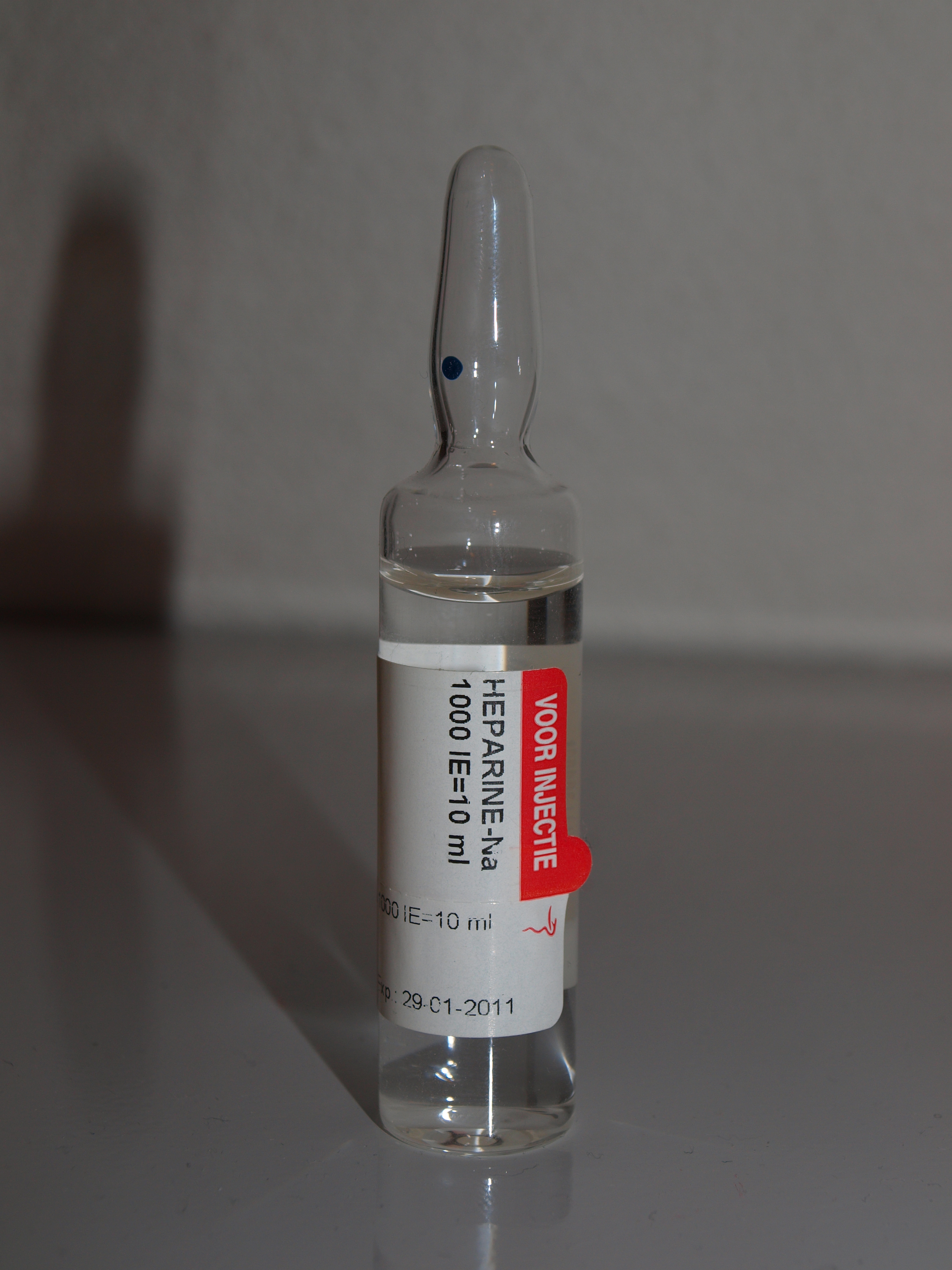
Heparin ve formě sodné soli

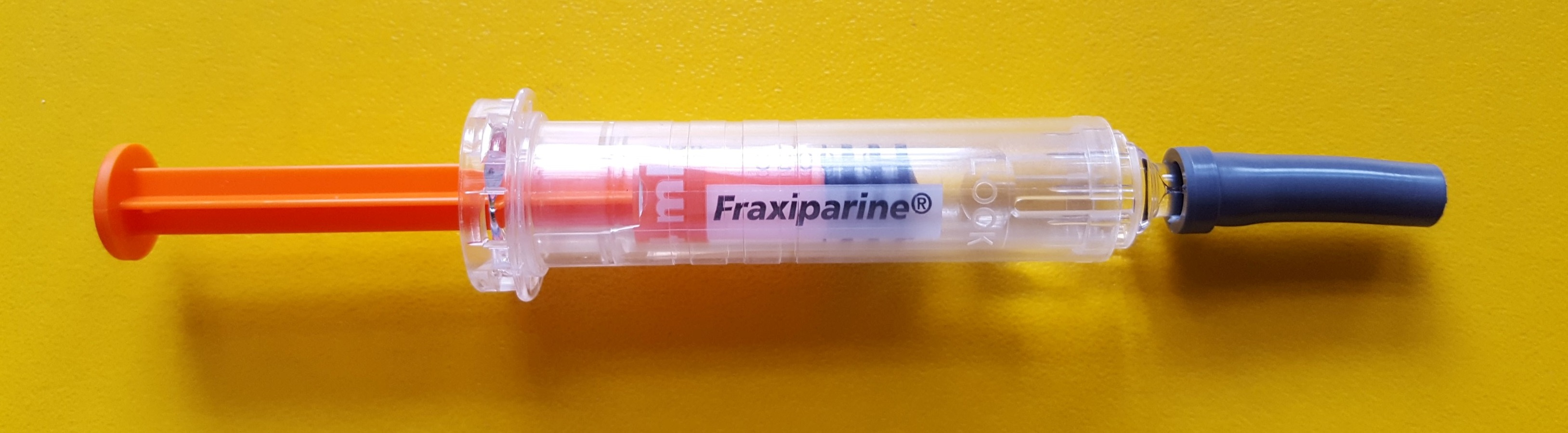
předplněná stříkačka s 0,4ml nadroparinu

Je účinný při zabraňování srážlivosti krve. Působí na krevní destičky, které jsou klíčové při zaplňování poškozených stěn cév. Lidský organismus obsahuje přírodní heparin. Heparin neničí již existující sraženiny, ale zabraňuje jejich shlukování a rozšiřování. Používá se v následujících případech:
- Syndrom akutního koronárního selhání, např. infarkt myokardu
- Fibrilace síní
- Cévní trombóza a pulmonární embolie.
- Hemodialýza

Aplikuje se ve většině standardních případů jako injekční roztok pod kůži, nebo jako infuze do žíly.
Po roce 2009 je heparin hojně používán i při léčbě bércových vředů nebo při voperování cévních protéz. Může být také použit preventivně u dlouhodobě nemocných pacientů, připoutaných na lůžko. U těch zabraňuje především krevním sraženinám na plicích (plicní embolii). Působí na krevní destičky, které jsou klíčové při zaplňování poškozených stěn cév.

## Dávkování
Klíčové je u heparinu dávkování. Při větším aplikovaném množstvím může pacient vykrvácet. U pacientů záleží především na typu zranění a velikosti rány (dle rozsahu zranění je přesně stanovena specifická dávka heparinu). Za kritickou hranici je považován desetinásobek stanovené dávky (1 mililitr), tedy 10 mililitrů čistého heparinu.

## Druhy heparinu
1/ Standardní
Endogenní - v intracelulárních granulích bazofilů a žírných buněk v játrech, plicích a v kůži.
Exogenní - získává se z různých zvířecích sliznic.
2/ Nízkomolekulární
Tento druh se oproti klasickému hůře odhaluje, je potřeba udělat specifické testy. Ty jsou ale finančně náročné, proto se obvykle neprovádějí. Běžné testy tento druh heparinu nezachytí.
Heparin používaný ve farmacii je získáván z mukózních tkání poražených zvířat, tedy například z prasečích střev nebo kravských plic.

## Kdy heparin škodí
Heparin nesmí užívat pacienti s prokazatelnou přecitlivělostí na tento lék, není vhodné ho podávat ani při stavech se zvýšeným rizikem krvácení. Podání léku v těchto případech by mělo fatální následky.

## Nežádoucí účinky
Nežádoucím účinkem při předávkování je právě zvýšení krvácení, anafylaktický šok nebo případné alergické reakce - horečka, kopřivka, vzácně může nastat i zúžení průdušek.
Pro zdravého pacienta bez problémů se srážlivostí však heparin velké nebezpečí nepředstavuje.